# Mohamed Loua
Mohamed Loua (Conakry, 20 april 2000) is een Belgisch-Guinees voetballer die sinds 2022 uitkomt voor Excelsior Virton.

## Clubcarrière
Loua ruilde in 2014 de jeugdopleiding van AFC Tubize voor die van RSC Anderlecht. In de seizoenen 2015/16, 2017/18 en UEFA Youth League 2018/19 vertegenwoordigde hij de club in de UEFA Youth League.
Na afloop van zijn contract bij Anderlecht in de zomer van 2019 bleef Loua enkele maanden clubloos. Pas in februari 2020 vond hij met de Poolse tweedeklasser Wigry Suwałki een nieuwe club. Loua speelde zeven competitiewedstrijden voor Wigry Suwałki en kon daarin de degradatie van de club naar de II liga niet verhelpen. Later dat jaar trok hij naar Swift Hesperange, dat in 2020 na een afwezigheid van zes seizoenen weer naar de Nationaldivisioun promoveerde. De club vierde zijn terugkeer op het hoogste niveau met een derde plaats, die recht gaf op een plaats in de eerste voorronde van de Conference League. In het seizoen 2021/22 eindigde Swift Hesperange vierde in de competitie. Loua speelde in die twee seizoenen naast twintig competitiewedstrijden ook twee Europese wedstrijden tegen NK Domžale.
In augustus 2022 haalde Excelsior Virton hem terug naar België. De club was in het seizoen 2021/22 laatste geëindigd in Eerste klasse B, maar behield zijn plekje op het tweede niveau doordat Excel Moeskroen geen proflicentie behaalde.

## Interlandcarrière
Loua speelde van 2014 tot 2018 voor verschillende Belgische jeugdcategorieën.